# Gönen (Balıkesir)
Gönen ist eine Stadt im gleichnamigen Landkreis der türkischen Provinz Balıkesir und gleichzeitig ein Stadtbezirk der 2012 geschaffenen Büyükşehir belediyesi Balıkesir (Großstadtgemeinde/Metropolprovinz). Die Stadt liegt etwa 55 Kilometer nördlich des Zentrums von Balıkesir. Seit einer Gebietsreform 2012 ist die Kreisstadt geografisch identisch mit dem Landkreis. Die im Stadtlogo abgebildete Jahreszahl 1888 dürfte auf das Jahr der Erhebung zur Gemeinde (Belediye/Belde) hinweisen.
Ende 2012 bestand der Kreis aus der Kreisstadt (11 Mahalles) sowie aus der Belediye Sarıköy (4 Mahalles). Des Weiteren existierten noch 89 Dörfer (Köy), die in vier Bucaks organisiert waren: Buğdaylı (7), Merkez (50), Sarıköy (18) und Tütüncü (14 Dörfer). Diese 89 Dörfer und die Belediye Sarıköy als Ganzes wurden in Mahalles umgewandelt.
Der Landkreis liegt im Norden der Provinz am Marmarameer. Er grenzt im Osten an Bandırma und Manyas, im Süden an Balya und im Westen an die Provinz Çanakkale. Die Nordgrenze bildet die Küste des Marmarameeres. Die Stadt liegt am Fluss Gönen Çayı, dem antiken Aisepos, der im Norden des Landkreises ins Meer mündet. Im Osten reicht der Landkreis bis an den See Manyas Gölü.

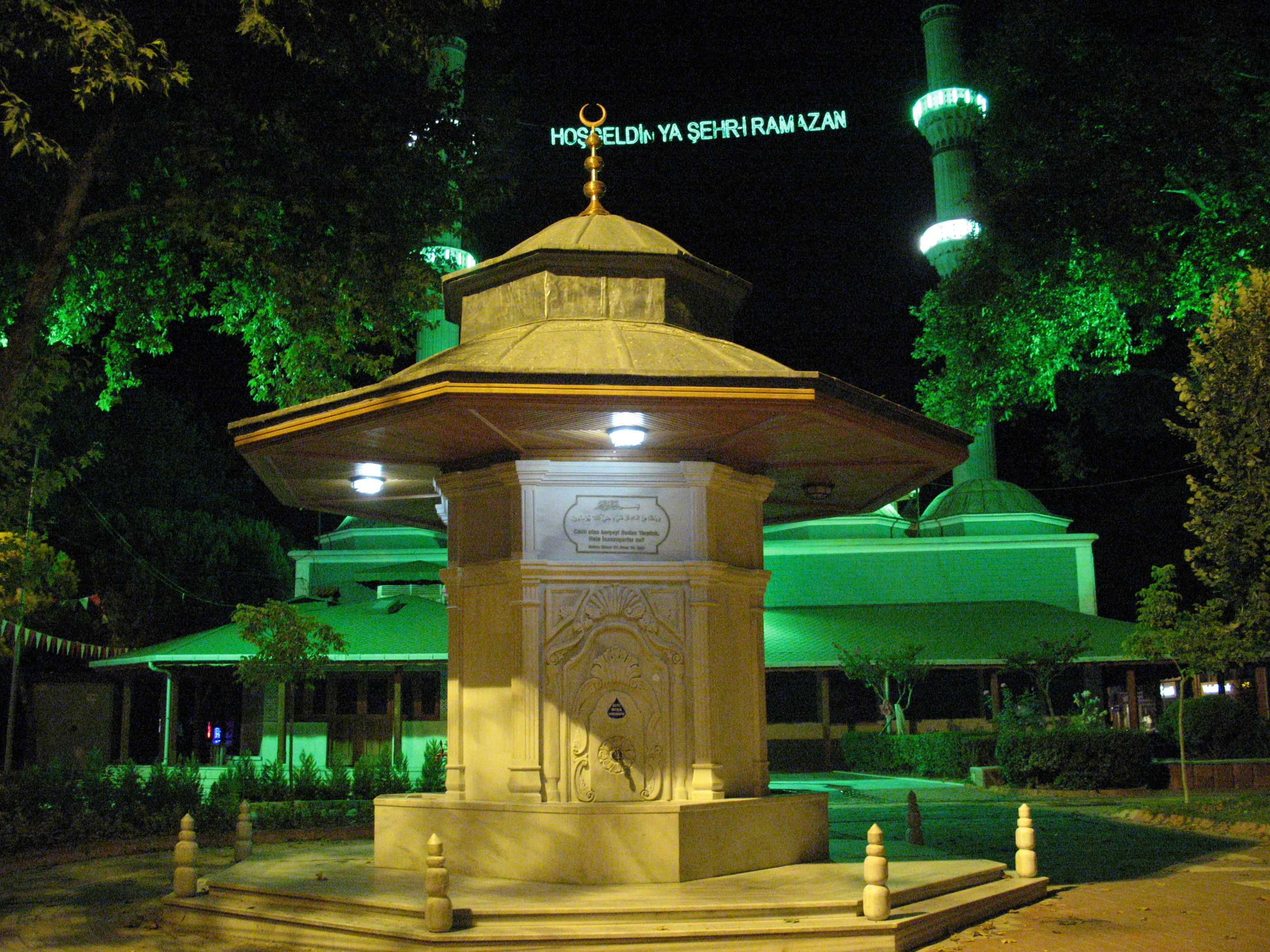
Im Stadtzentrum

## Persönlichkeiten
- Ömer Seyfettin (1884–1920), türkischer Schriftsteller
- Nail Gönenlı (1924–1969), türkischer Reiter
- Hasan Türk (* 1993), türkischer Fußballspieler